# توبر (کالیفرنیا)
توبر، کالیفرنیا (به انگلیسی: Tuber, California) یک منطقهٔ مسکونی در ایالات متحده آمریکا است که در کالیفرنیا واقع شده‌است.

## خصوصیات
توبر ۱٬۲۳۱ متر بالاتر از سطح دریا واقع شده‌است.